# هوجل (الحيمة الخارجية)

تعديل مصدري - تعديل

هوجل هي إحدى قرى عزلة الجحادب بمديرية الحيمة الخارجية التابعة لمحافظة صنعاء، بلغ تعداد سكانها 47 نسمة حسب تعداد اليمن لعام 2004.